# Onmes
Onmes (en rus: Оньмесь) és un poble de la República de Komi, a Rússia, segons el cens del 2010 tenia 126 habitants.